# Roger Grimau i Gragera
Roger Grimau i Gragera (castellà: Roger Grimau)  (Barcelona, 14 de juliol de 1978) és l'entrenador del Futbol Club Barcelona de bàsquet des del juny del 2023. Germà dels jugadors de bàsquet Jordi Grimau i Sergi Grimau, va jugar a bàsquet a la posició d'escorta. Des del 2003 al 2011 va jugar al Futbol Club Barcelona, equip del qual va arribar a ser el capità. Va acabar la carrera com a jugador de bàsquet al Bàsquet Manresa, on es va retirar al final de la temporada 2014-15.

## Carrera
Roger es va formar a les categories inferiors del Joventut de Badalona. Va debutar a la lliga ACB amb el club verd-i-negre el 5 d'octubre de 1996 en un partit a La Fonteta davant el Pamesa. S'hi va estar fins a la temporada 98-99. Va donar-se a conèixer en la seva etapa al Lleida Basquetbol, club amb el qual va ascendir de la Lliga LEB a l'ACB, va portar l'equip a disputar competicions europees i va esdevenir jugador de referència. El 2003 va fitxar pel Futbol Club Barcelona, club amb el qual va assolir els seus èxits esportius més grans. Grimau va vestir 294 vegades la samarreta del Barça només en Lliga. En el seu primer any guanyà la primera Lliga de les tres que assoliria amb el club. Els títols van anar arribant i la progressió i la importància de Grimau dins del vestidor, també. La temporada 2007/08 Roger Grimau esdevé primer capità, i una temporada més tard el somni d'aixecar una Lliga –com a capità– es fa realitat. La seva millor temporada fou la 2009/2010, en què Grimau aixecà quatre dels cinc títols possibles: Eurolliga, Copa del Rei, Supercopa ACB i Lliga Catalana.
A l'Eurolliga, Roger Grimau va arribar a disputar 150 partits amb el Barça, i la temporada 2008/2009 és aquella en què més partits va disputar, 23. A més, va ser l'encarregat d'aixecar la segona Eurolliga de la secció, a París, al maig del 2010. La seva màxima anotació va ser de 21 punts en un partit jugat a Roma contra la Lottomatica Roma, la temporada 2007/2008.
L'1 de juliol de 2011 es va fer públic que després de 8 temporades, el jugador no renovaria pel FC Barcelona. Una setmana després va fitxar per dues temporades pel Bilbao Basket.
Internacional absolut amb Espanya, Roger Grimau va participar en la consecució de la medalla de plata al campionat d'Europa de 2003 celebrat a Suècia, i en la medalla d'or aconseguida als Jocs del Mediterrani de l'any 2001, celebrats a Tunísia.
El 26 de juny de 2023 el Futbol Club Barcelona va anunciar que substituiria Jasikevicius al capdavant de l'equip de bàsquet.

## Estadístiques
| Temporada - Lliga | Equip          | P  | Min   | Pts. | % 3PTS | % 2PTS | % TL | R Of. | R. Def. | RT  | Asis | Rec | Perd. | FP  | Tap | Efi  |
| ----------------- | -------------- | -- | ----- | ---- | ------ | ------ | ---- | ----- | ------- | --- | ---- | --- | ----- | --- | --- | ---- |
| 2008-2009 \| ACB  | F.C.Barcelona  | 31 | 17:35 | 6.3  | 46     | 31     | 76   | 0.3   | 1.7     | 2   | 1.7  | 0.7 | 1     | 2.6 | 0   | 5.1  |
| 2007-2008 \| ACB  | F.C.Barcelona  | 37 | 20:09 | 9.8  | 40     | 60     | 82   | 0.6   | 2       | 2.6 | 1.8  | 0.8 | 1.8   | 3   | 0.2 | 9.2  |
| 2006-2007 \| ACB  | F.C.Barcelona  | 41 | 12:40 | 4.2  | 33     | 51     | 87   | 0.5   | 1.1     | 1.6 | 1    | 0.4 | 1.2   | 2.3 | 0.1 | 3.1  |
| 2005-2006 \| ACB  | F.C.Barcelona  | 32 | 11:47 | 3.8  | 19     | 55     | 77   | 0.6   | 0.9     | 1.5 | 1.1  | 0.6 | 0.6   | 2.4 | 0.1 | 3.2  |
| 2004-2005 \| ACB  | F.C.Barcelona  | 32 | 12:32 | 4.8  | 49     | 48     | 72   | 0.2   | 1       | 1.2 | 0.9  | 0.6 | 0.7   | 1.9 | 0.1 | 4    |
| 2003-2004 \| ACB  | F.C.Barcelona  | 28 | 19:22 | 7    | 20     | 56     | 71   | 0.7   | 2.2     | 2.9 | 1.2  | 1.1 | 1.6   | 2.8 | 0.1 | 6.3  |
| 2002-2003 \| ACB  | Caprabo Lleida | 26 | 28:20 | 14.3 | 34     | 55     | 82   | 0.7   | 2.7     | 3.4 | 2.9  | 1.5 | 2.9   | 3.4 | 0.4 | 14.8 |
| 2001-2002 \| ACB  | Caprabo Lleida | 34 | 27:09 | 14   | 31     | 50     | 85   | 0.6   | 2.6     | 3.2 | 2.1  | 1.4 | 1.8   | 3.1 | 0.2 | 13.5 |

## Palmarès

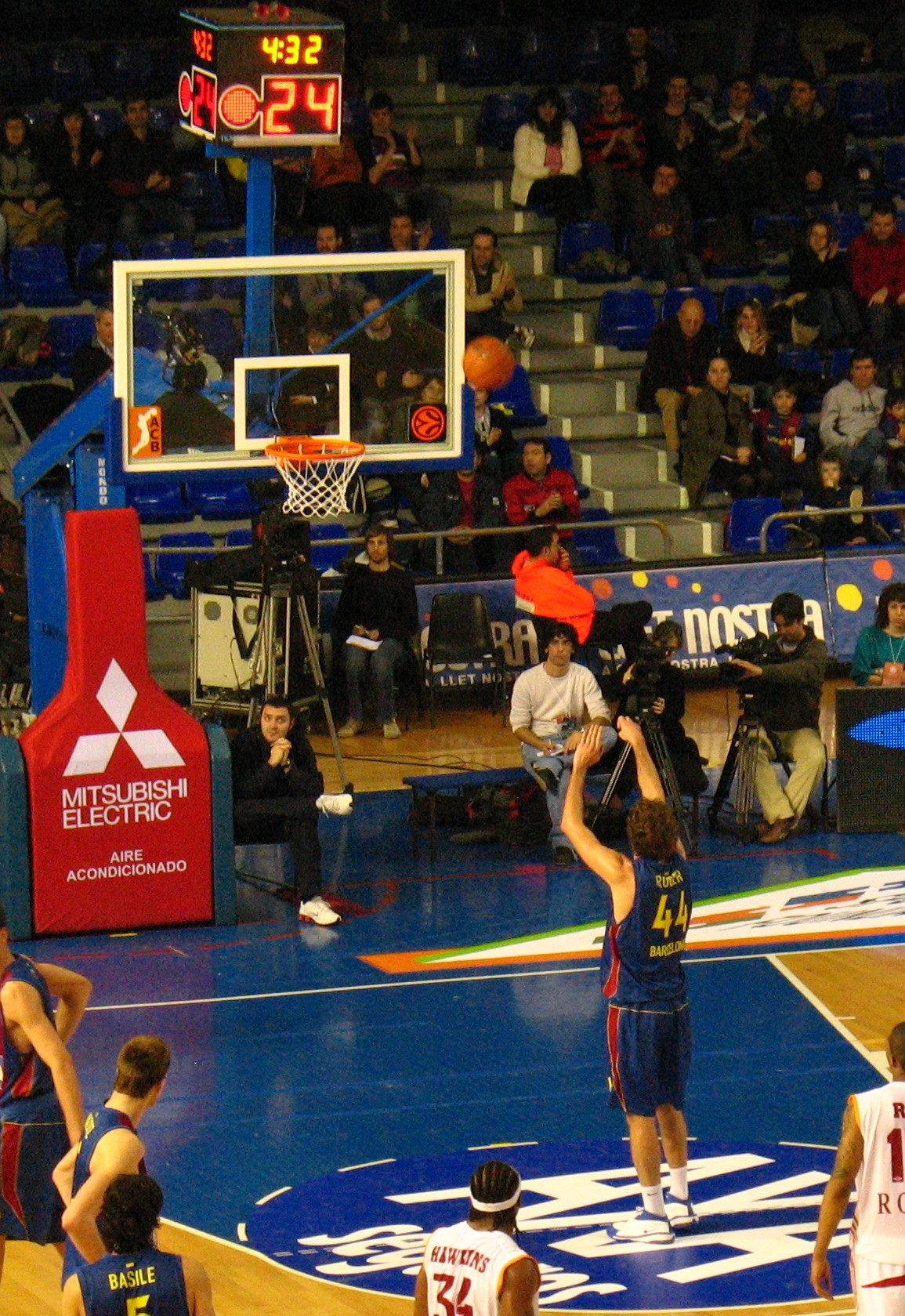
Roger Grimau llençant un tir lliure durant un partit al Palau Blaugrana.

### Com a jugador
- 1 Eurolliga: (2009-10)
- 3 Lligues ACB: (2003-04, 2008-09, 2010-2011)
- 3 Copes del Rei: (2006-07, 2009-10 i 2010-2011)
- 4 Lligues Catalanes: (1998-99, 2002-03, 2004-05, 2009-10)
- 2 Supercopes ACB: (2004-05, 2009-10)
- 1 Lliga LEB: (2000-01)
- 1 Medalla de Plata al campionat d'Europa de Suècia'2003
- 1 Medalla d'Or als Jocs del Mediterrani de Tunísia'2001